# Cathédrale de l'Immaculée-Conception de Ouagadougou
Pour les articles homonymes, voir Cathédrale de l'Immaculée-Conception.
La cathédrale de l'Immaculée-Conception de Ouagadougou, capitale du Burkina Faso, est la cathédrale de l'archidiocèse de Ouagadougou (depuis le 14 septembre 1955). Construite entre 1934 et 1936 à l'initiative du vicaire apostolique Mgr Thévenoud, de la congrégation missionnaire des Pères blancs, son architecture s'inspire à la fois des constructions traditionnelles ouest-africaines et de l'architecture romane européenne. Elle est dédiée à l'Immaculée Conception de la Bienheureuse Vierge Marie.
Outre son aspect religieux, la cathédrale est aussi un centre culturel important. Elle accueille régulièrement des concerts, des expositions et d'autres événements qui enrichissent la vie culturelle de la ville.

## Architecture

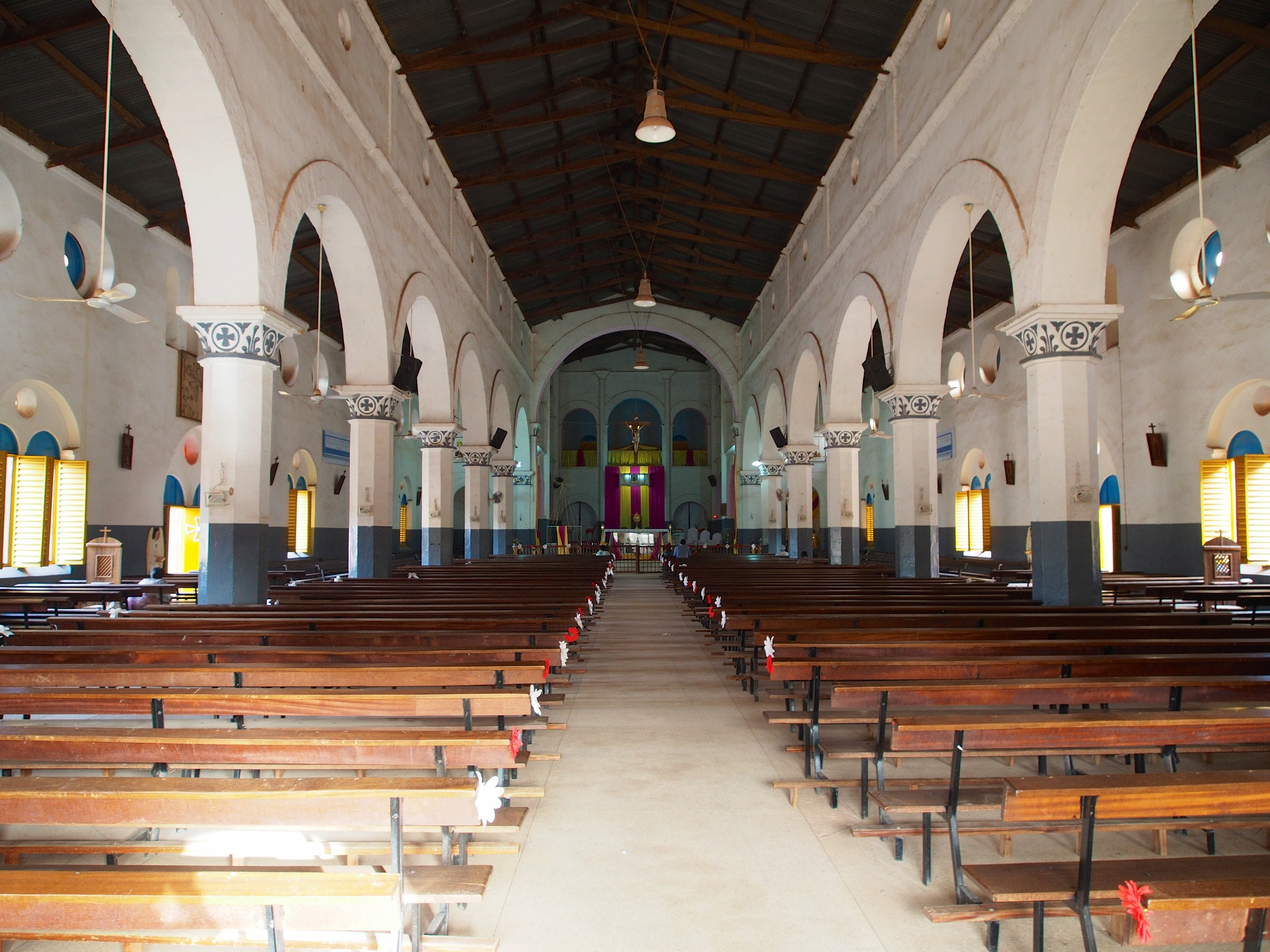
L'intérieur de la cathédrale

Entièrement construite en brique de terre crue, ou banco, la cathédrale est basée sur un vaste plan basilical à trois vaisseaux. Nef et bas-côtés sont éclairés par une série d'oculi et de baies géminées en plein-cintre d'inspiration romane. La façade intègre un triple portail encadré de deux tours massives inachevées de hauteur différente (celles-ci n'ayant jamais reçu les flèches prévues à l'origine).